# IJsruimte
Een ijsruimte is een geïsoleerd gebouw dat gebruikt wordt om ijs te bewaren (en soms te produceren) doorheen het gehele jaar. IJsruimtes werden vooral gebruikt voor de uitvinding van de koelkast. Vaak werden deze deels of geheel ondergronds gebouwd. In het laatste geval spreekt men van een ijskelder. Een specifiek type ijsruimte is de Iraanse yakhchal, waar ook ijs geproduceerd kon worden.
Vaak werd een ijsruimte nabij een natuurlijke bron van winterijs gebouwd zoals een meer. Tijdens de winter werd dan ijs gezaagd uit het meer of de rivier waarna het werd opgeslagen in de ijsruimte. Om het ijs beter te isoleren werd soms stro of zaagsel gebruikt.